# گمینا روگوو
گمینا روگوو (به لهستانی:  Gmina Rogów) یک گمینا در لهستان است که در شهرستان بژژینه واقع شده‌است. گمینا روگوو ۶۶٫۲۳ کیلومتر مربع مساحت و ۴٬۶۴۷ نفر جمعیت دارد.